# Салонта
Салонта (рум. Salonta, венг. Nagyszalonta) — город в Румынии, в жудеце Бихор. Расположен на крайнем западе страны, в 36 км к юго-западу от города Орадя, в 120 км к северу от Тимишоары и примерно в 10 км от границы с Венгрией. Первые письменные упоминания относятся к 1214 году.

## Население
Население города по данным переписи 2011 года составляет 17 735 человек; по данным прошлой переписи 2002 года оно насчитывало 18 074 человека. 55,64 % населения составляют венгры; 37,07 % — румыны; 2,31 % — цыгане.
Динамика численности населения по годам:
| 1948   | 1956   | 1966   | 1977   | 1992   | 2002   | 2011   |
| ------ | ------ | ------ | ------ | ------ | ------ | ------ |
| 14 447 | 16 276 | 17 754 | 19 746 | 20 660 | 18 074 | 17 735 |

## Известные уроженцы
- Арань, Ласло (1844—1898) — венгерский поэт и писатель.
- Арань, Янош (1817—1882) — венгерский поэт.

## Галерея

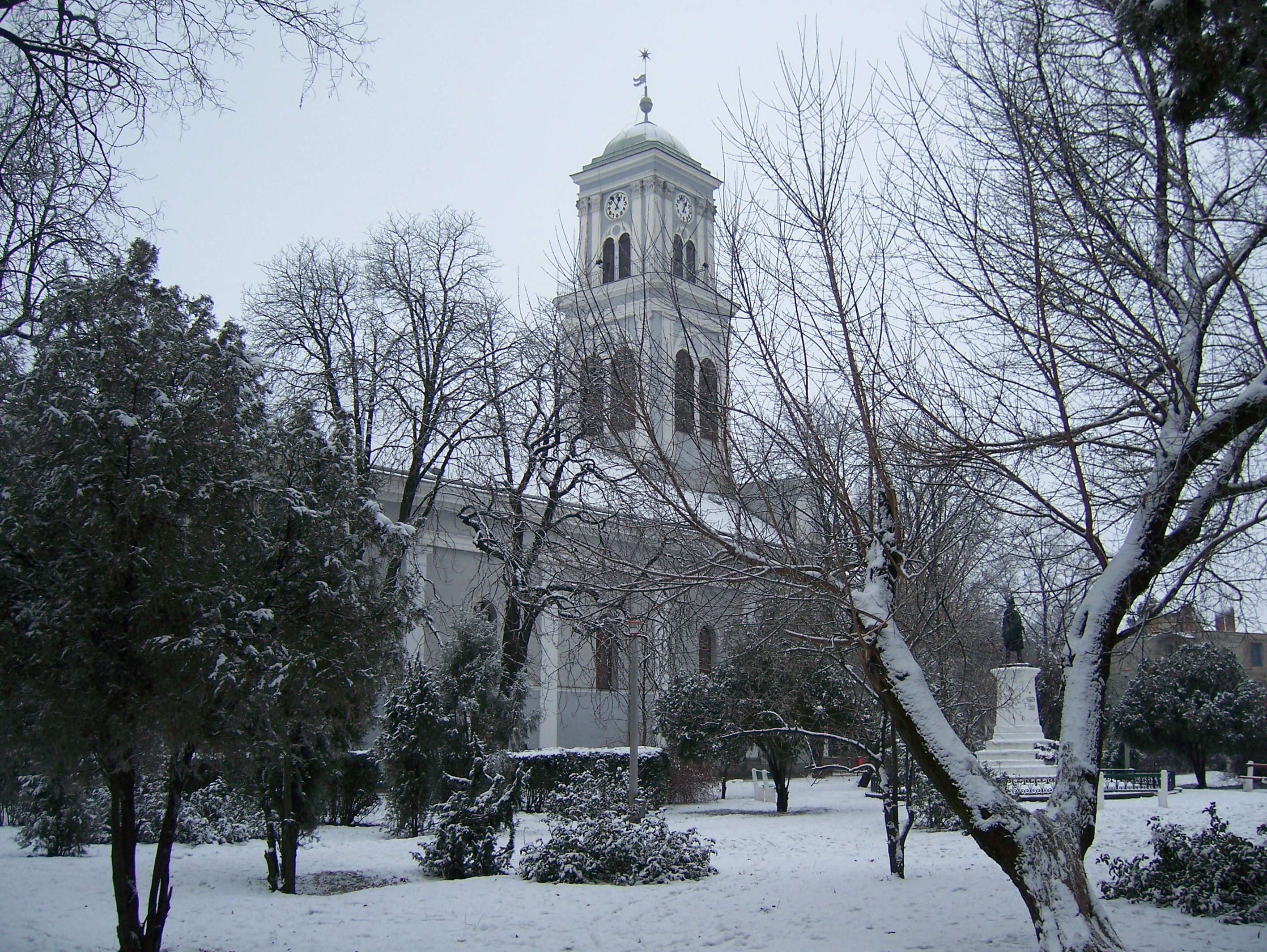
Кальвинистский собор
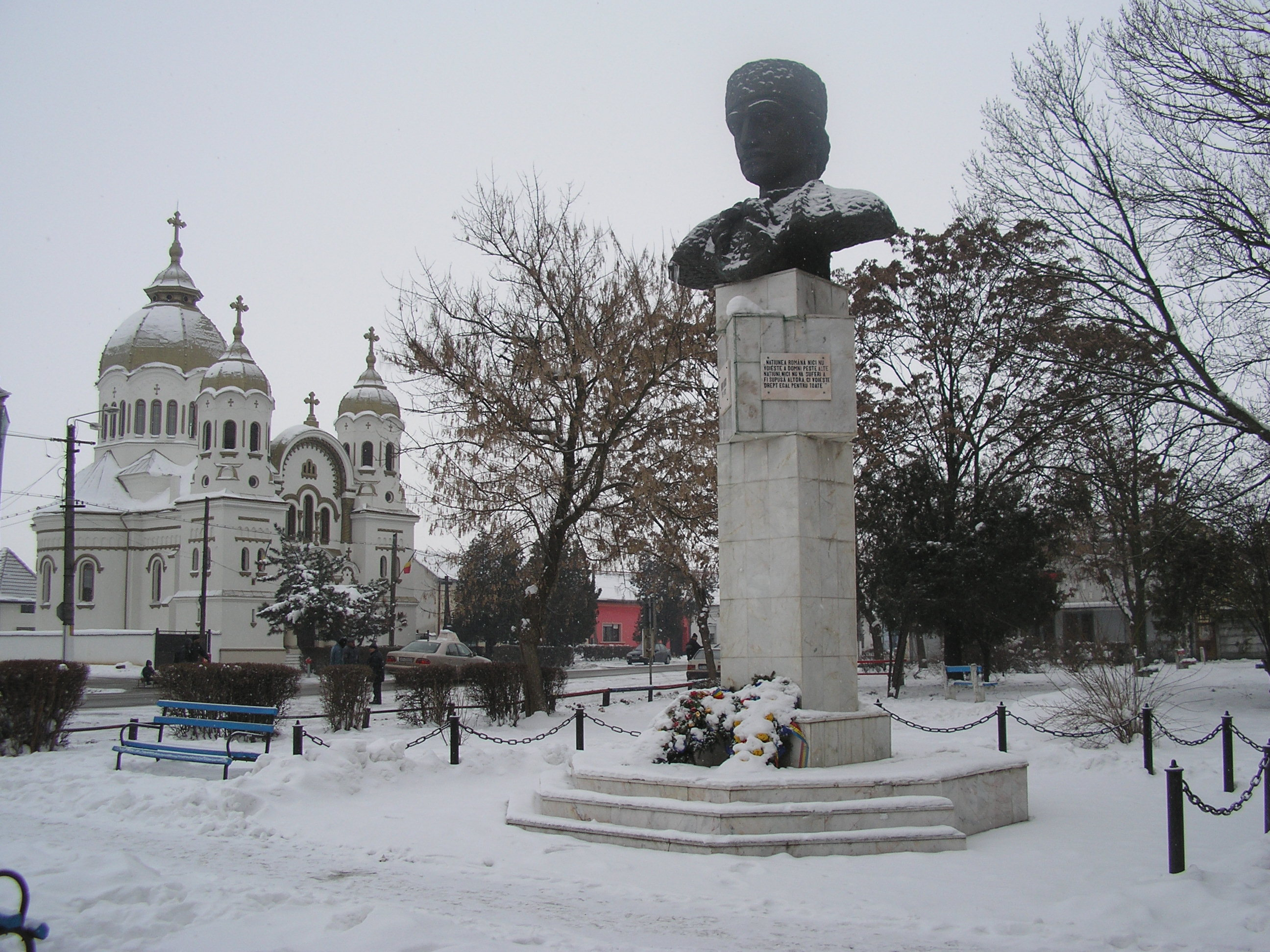
Православная церковь
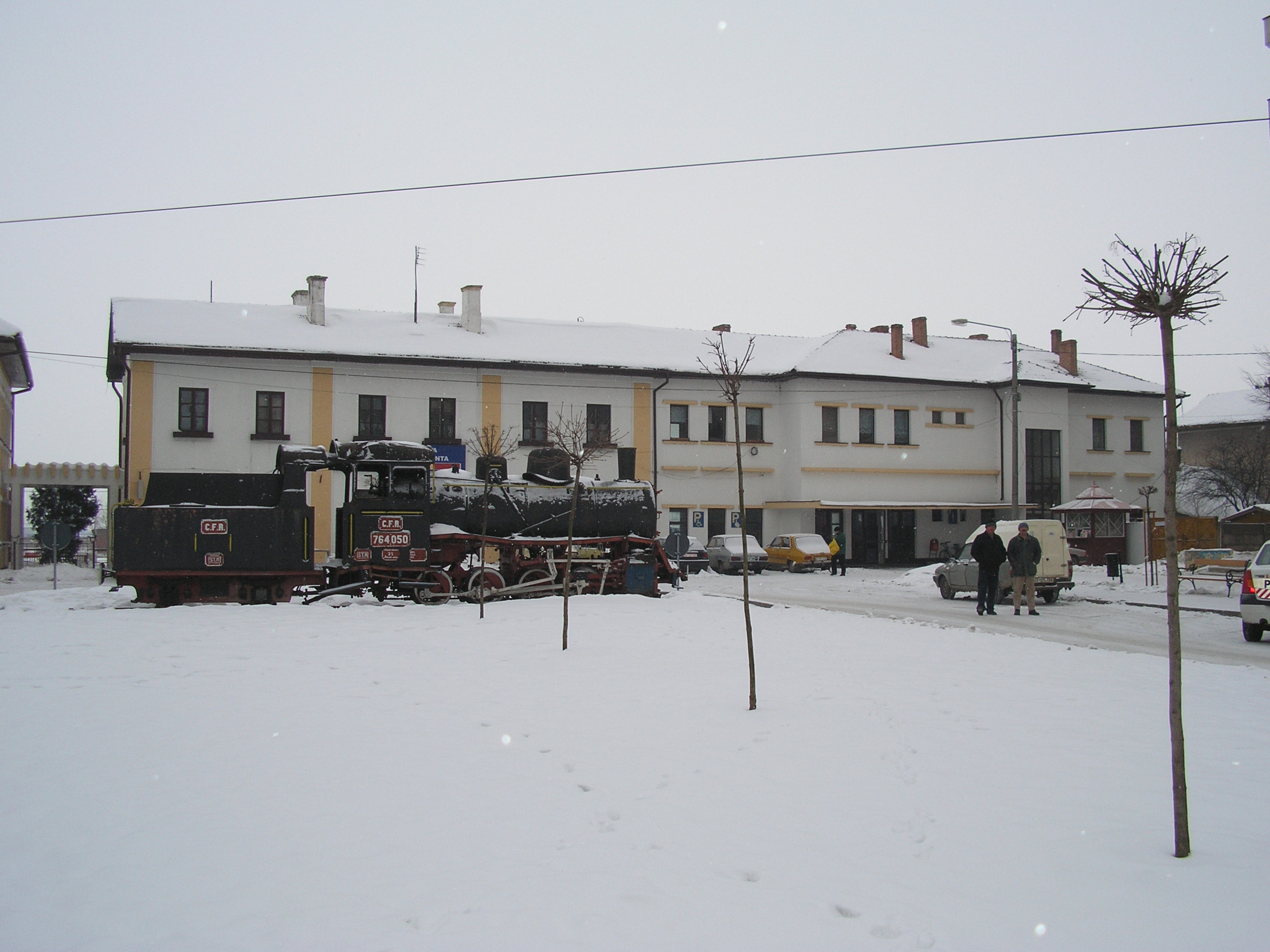
Железнодорожная станция